# Robert Surcouf
Robert Surcouf (1773–1827) byl slavným francouzským korzárem, který se během své legendární kariéry zmocnil čtyřiceti sedmi lodí a byl proslulý svou galantností a rytířstvím. Za to byl nazýván Král korzárů.

## Životopis

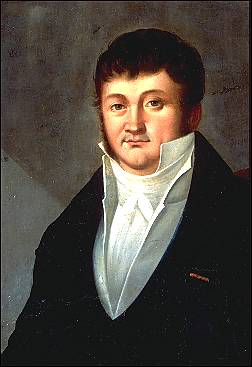
Portrét Roberta Surcoufa

Surcouf se narodil v prosinci roku 1773 v bretaňském opevněném městě Saint-Malo, které bylo tradiční korzárskou pevností. V mládí navštěvoval církevní školu a byl vychováván jezuity. Již ve třinácti letech však ukradl malý člun, aby dokázal své námořnické schopnosti, a musel být zachráněn, když se dostal do mořské bouře.
V patnácti letech se nechal najmout na obchodní loď plující do Indie. V letech 1789 až 1791 se zúčastnil obchodu s otroky z Mosambiku a Madagaskaru. V roce 1792 se vrátil zpět do Saint-Malo a zjistil, k jak obrovským politickým změnám došlo v jeho vlasti během francouzské revoluce. Na obchodní lodi odjel na ostrov Île-de-France (dnes Mauricius) a po svém příjezdu se dozvěděl, že vypukla válka s Anglií. Když byl ostrov napaden dvěma velkými anglickými válečnými loděmi, zúčastnil se Surcouff jako druhý důstojník na fregatě Cybèle úspěšného odražení nepřítele, který byl v obrovské palebné přesile, a rázem patřil mezi válečné hrdiny.
Stal se kapitánem a vyjádřil své přání vést proti Anglii korzárskou válku. Avšak francouzský Národní konvent jen nerad vydával listiny opravňující k zajímání lodí. To mělo za následek, že když Surcouf roku 1794 zajal tři anglické obchodní lodi s nákladem potravin a připlul s nimi do hladovějícího Port Louis, bylo sice zadržení lodí prohlášeno pod záminkou sebeobrany za legální (za anglický útok byl vydáván výstřel, kterým Angličané, jak bylo tehdejším zvykem, požadovali vyvěšení vlajky), ale úřady zadržely celý náklad včetně části, kterou obvykle obdržel korzár, protože Surcouf neměl potřebné listiny.
Po sporu s guvernérem Isle de France odplul Surcouf do Francie, aby příslušné listiny získal. Na moře se vrátil roku 1798 v Nantes jako kapitán lodě Clarissa s osmnácti děly a se sto pěti muži posádky. Brzy se v jižním Atlantiku zmocnil čtyř lodí a v únoru 1799 dalších dvou blízko Sumatry. V listopadu toho samého roku zajal loď Auspicious s nákladem, majícím cenu více než jeden milion franků. Před návratem na Isle de France se ještě zmocnil další anglické a americké obchodní lodi.

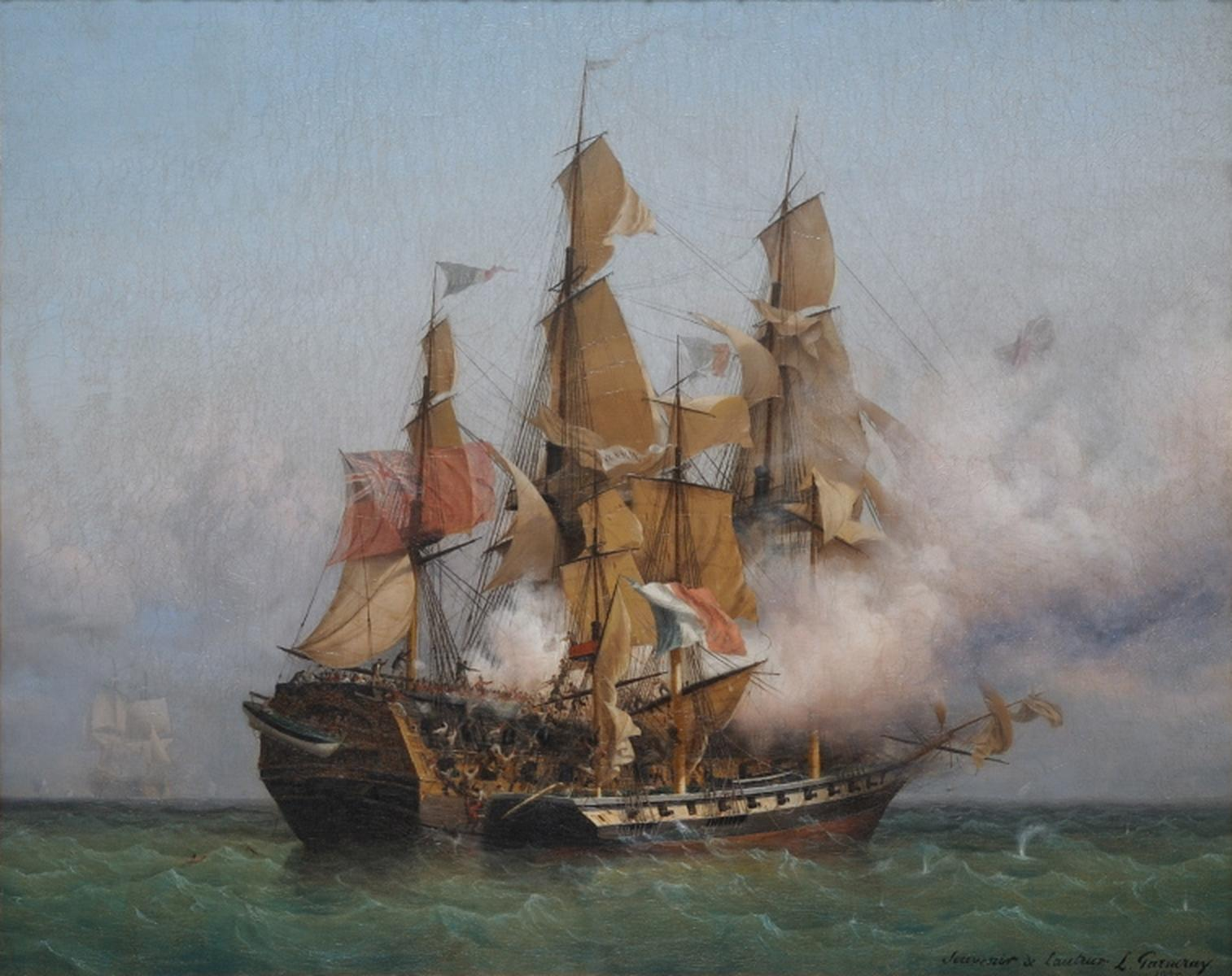
Zajetí lodi Kent, Ambroise Louis Garneray

V květnu roku 1800 se Surcouf stal velitelem La Confiance, rychlé korvety s osmnácti děly, a začátkem března s ní zajal devět britských obchodních lodí. 7. října roku 1800 se v Bengálském zálivu La Confiance setkala s lodí britské Východoindické společnosti Kent, vyzbrojenou dvaceti šesti děly a se 438 osobami na palubě: z toho 100 mužů regulérní posádky, 38 cestujících včetně tří žen a 300 osob z východoindické lodi Queen, která v důsledku požáru vybuchla v San Salvadoru. Mezi cestujícími z lodi Queen se nacházelo 100 vojáků. Surcouf brilantním manévrováním a úspěšnou abordáží Kent dobyl a získal tak obrovskou kořist. V literatuře se často chybně uvádí, že Surcouf zvítězil proti trojnásobné přesile, ale na Kentu měli jen omezenou výzbroj ručních palných a sečných zbraní pro vlastní stočlennou posádku, většina osob na palubě nebyla ozbrojena vůbec. Po této úspěšné akci se Surcouf stal ve Francii žijící legendou a v Anglii veřejným nepřítelem, na jehož hlavu byla vypsána odměna pěti miliónů franků.
Po návratu do vlasti roku 1801 se Surcouf usadil v rodném Saint-Malo, oženil se a působil šest let mimo vojenskou službu jako obchodník a rejdař. Za své zásluhy obdržel 18. července roku 1804 řád důstojníka Čestné legie.
Roku 1807 se Surcouf vrátil ještě jednou na moře jako velitel speciálně postaveného trojstěžníku Le Revenant s dvaceti děly, který dosahoval na svou dobu pozoruhodné maximální rychlosti dvanácti uzlů. I tato jeho poslední korzárská plavba byla velmi úspěšná. 4. února 1809 se Surcouf vrátil do Francie s nákladem v ceně osmi miliónů franků. Surcoufa přijal sám císař Napoleon a udělil mu titul barona.
Po skončení válek se Surcouff vrátil natrvalo do Saint-Malo jako vážený šlechtic a velmi bohatý muž a pokračoval ve své obchodní a rejdařské činnosti.
Vypráví se o něm, že roku 1817 vyzval na souboj dvanáct pruských důstojníků za to, že v baru urazili jednoho starého muže. V souboji jich jedenáct (jednoho po druhém) zabil. Jen posledního nechal na živu, aby mohl souboj dosvědčit.
Surcouf zemřel 8. července roku 1827 a na jeho poslední cestě byl doprovázen flotilou, čítající více než padesát plachetnic.

## Slavný výrok

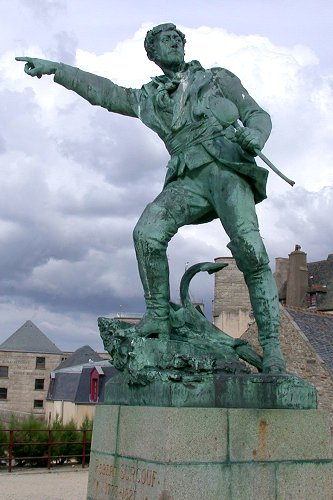
Socha Roberta Surcoufa v Saint-Malo, foto Franck Dubey

Jeden z jeho výroků vstoupil do historie a byl převzat do literárních a filmových děl. Padl v diskusi s anglickým důstojníkem. Když ten vyčetl Surcoufovi, že zatímco Britové bojují pro čest, Francouzi pro peníze, Surcouf na to bryskně odpověděl: „A man fights for what he lacks the most!“ (Muži bojují pro to, co jim nejvíc chybí!).

## Literární postava
- Postava Roberta Surcoufa se objevuje v nedokončeném románu Alexandra Dumase staršího Le Chevalier de Sainte-Hermine (1869, Rytíř de Sainte-Hermine).
- Robert Surcouf je titulní postavou novely Karla Maye Pirát (1882, Ein Kaper), česky jako Černý kapitán.
- Historický román o tomto korzárovi napsal Artur Bernède pod názvem Surcouf, roi des corsaires (česky jako Sourcouf, lev oceánu), ve kterém se, jak sám v předmluvě říká, držel historických skutečností.

## Film
- Surcouf (1924), Francie, režie Luitz-Morat, němý film,
- Tygr sedmi moří (1966, Surcouf, l'eroe dei sette mari), Francie, režie Roy Rowland, v titulní roli Gérard Barray,
- Surcoufův návrat (1967, Le Retour de Surcouf), Francie a Itálie, režie Roy Rowland a Sergio Bergonzelli, v titulní roli Gérard Barray, pokračování předešlého filmu.